# Steve Lovell (calciatore 1980)
Steve Lovell, diminutivo di Stephen William Henry Lovell (Amersham, 6 dicembre 1980) è un ex calciatore inglese, di ruolo attaccante.

## Carriera
Esordisce tra i professionisti all'età di 18 anni giocando 7 partite nella terza divisione inglese con il Bournemouth; nel 1999 si trasferisce poi al Portsmouth, in seconda divisione. Rimane in squadra fino al 2002, per un totale di 32 presenze e 4 reti in questa categoria, trascorrendo anche dei brevi periodi in prestito all'Exeter City (5 presenze ed una rete in quarta divisione nel 2000), allo Sheffield Utd (5 presenze ed una rete in seconda divisione nel 2002) ed al QPR (altro club di seconda divisione in cui gioca nel 2002, senza però mai scendere di fatto in campo in incontri di campionato).
Nell'estate del 2002 si trasferisce al Dundee, club della prima divisione scozzese; rimane in squadra fino al 2005, quando il club retrocede in seconda divisione, segnando in totale 35 reti in 82 partite di campionato (a cui aggiunge anche un gol in 2 presenze nei turni preliminari di Coppa UEFA ed una presenza senza reti in Coppa UEFA). Nell'estate del 2005 in seguito alla retrocessione del Dundee in seconda divisione si trasferisce all'Aberdeen; fa il suo esordio con la nuova maglia l'8 agosto 2005 in una partita di campionato contro il Kilmarnock, e segna la sua prima rete la settimana successiva nella vittoria casalinga per 3-2 contro i Rangers. Nell'arco di tre stagioni con il club (dal 2005 al 2008) Lovell mette a segno in totale 24 reti in 76 presenze nella prima divisione scozzese, alle quali aggiunge una rete in 5 presenze nella Coppa UEFA 2007-2008 (nella partita di ritorno contro il Bayern Monaco all'Allianz Arena). Al termine della stagione 2007-2008 il suo contratto in scadenza non viene rinnovato, e nell'estate del 2008 firma così da svincolato un nuovo contratto con il Falkirk, della durata di un anno e con un'opzione di rinnovo per un'ulteriore stagione a favore del club; nonostante 10 reti in 33 presenze nella prima divisione scozzese, nell'estate del 2009 il Falkirk non esercita però tale opzione e così Lovell rimane nuovamente svincolato. Nella stagione successiva gioca ancora in Scozia, al Partick Thistle: a differenza delle stagioni precedenti gioca però in modo abbastanza sporadico, terminando la stagione con 16 presenze e 3 reti in seconda divisione; nell'estate del 2010, dopo otto stagioni consecutive in Scozia (187 presenze e 56 reti totali) fa ritorno in Inghilterra, e precisamente al Bournemouth, il club in cui dodici anni prima aveva esordito. Qui trascorre un'ultima stagione da professionista realizzando una rete in 7 partite di campionato nella terza divisione inglese, alle quali aggiunge poi anche 2 reti in altrettanti incontri nei play-off. Rimane in rosa anche nella primissima parte della stagione 2011-2012, ma il 2 settembre 2011, dopo ulteriori 2 partite giocate, si ritira definitivamente, anche a causa dei troppi problemi fisici che da ormai due stagioni gli impedivano di scendere in campo con regolarità.